# Opća nadležnost
Opća nadležnost ili univerzalna jurisdikcija naziv je koji se u međunarodnom kaznenom pravu upotrebljava za stav sudova određenih država koji propisuje proširenje primjene vlastitoga kaznenoga prava na temelju načela univerzalnosti. To proširenje ogleda se u tome da dotične države ne traže da počinitelj međunarodnog kaznenog djela bude na njihovom ozemlju. Ovo znači da sudovi u tim državama mogu primijeniti nacionalno kazneno pravo na počinitelja - stranca koji je počinio kazneno djelo u inozemstvu, protiv stranca ili strane države, i ne nalazi se na teritoriji države u kojoj mu se sudi. Ovo je zapravo supstitut međunarodnome kaznenom zakonodavstvu. Države koje su predviđale bezuvjetnu primjenu ovog načela bile su Belgija i Španjolska, s time da je Belgija odustala od ovog načela 2003. godine. Kao slični primjeri navodi se Njemačka (gdje je primjena ovih odredbi relativizirana procesnim odredbama, prvobitno je bila propisana za mali broj djela), Izrael u slučaju Eichmann (što je ipak izoliran slučaj s posebnom povijesnom pozadinom) i slučaj SAD u postupcima za naknadu štete (što je opet ograničen broj djela). Potreba za općom nadležnosti trebalo bi nestati zbog rada Međunarodnog kaznenoga suda.

## Etički-pravni aspekti opće nadležnosti
Opća nadležnost izraz je solidarnosti država i u posljednje vrijeme jedan od često spominjanih instrumenata međunarodne borbe protiv kriminala. Međutim, ne postoji suglasnost o sadržaju tog pojma
ni kategorije kaznenih djela na koja se odnosi.
Kaznena vlast i nadležnost postoji u nekoliko kombinacija:
- u pravilu kaznena vlast i nadležnost neke države postoje istodobno
- moguće je da država ima kaznenu vlast, ali ne i ovlast suđenja, kad kazneno djelo počini osoba koja je na temelju međunarodnog prava izuzeta od nadležnosti stranih sudova, (diplomati). Država tada nema sudbenost ali zadržava kaznenu vlast, dakle može suditi ostalim sudionicima kaznenog djela koji ne uživaju diplomatski imunitet.[2]
- suprotna situacija je kad država ima nadležnost ali ne i kaznenu vlast, npr. švicarski kazneni zakon dopušta primjenu stranog kaznenog prava na švicarskog državljanina koji u inozemstvu počini kazneno djelo, ako je zakon zemlje u kojoj je kazneno djelo počinjeno za počinitelja blaži od švicarskog.[2]

## Opća nadležnost u svijetu

### Australija
Vrhovni sud Australije potvrdio je 14. kolovoza 1991. nadležnost Australije u slučaju "Polyukhovich v Commonwealth" za djela počinjena između 1. rujna 1942. i 31. svibnja 1943. godine u Ukrajini nad tužiteljem, australskim državljaninom.

### Belgija
U Belgiji je zakon o općoj nadležnosti donesen 1993. godine, i opozvan 2003. godine.